# Schloss Holzheim am Forst

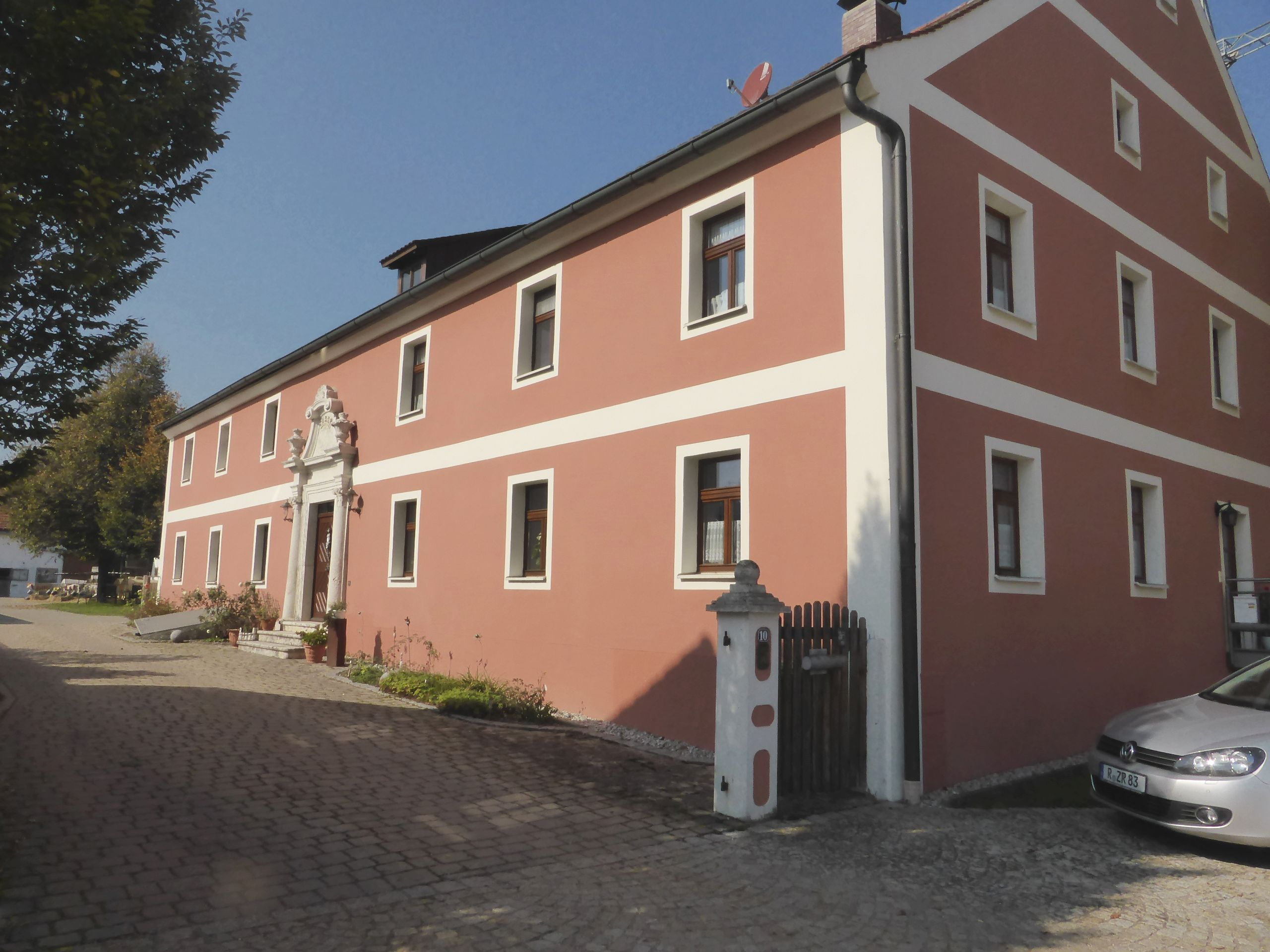
Schloss Holzheim am Forst heute

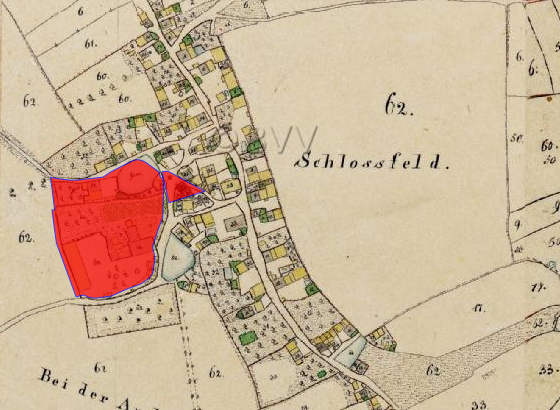
Lageplan von Schloss Holzheim am Forst auf dem Urkataster von Bayern

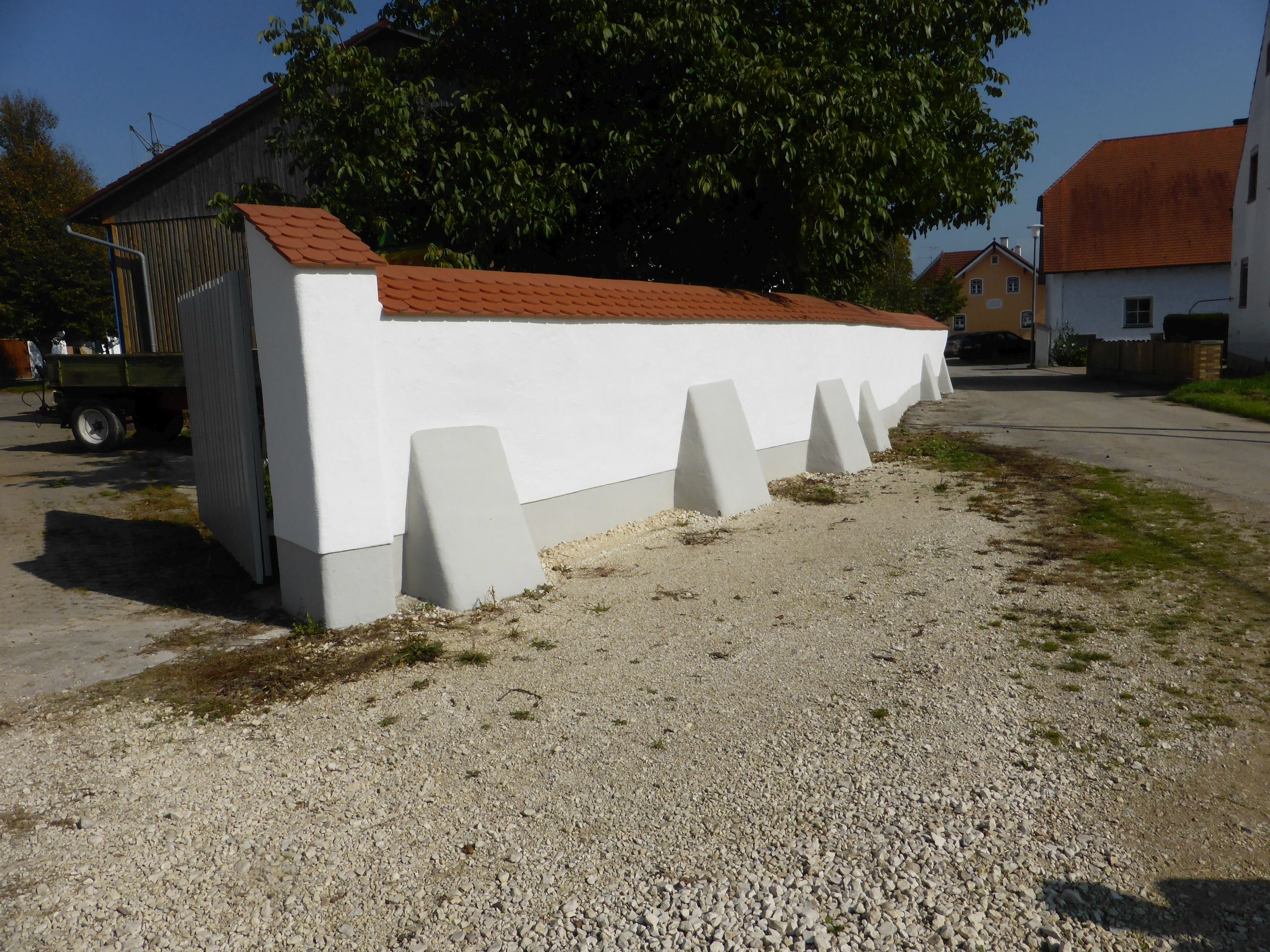
Renovierte Schlossmauer am Schloss Holzheim am Forst

Das Schloss Holzheim am Forst ist ein denkmalgeschütztes Gebäude in der Dornauer Straße 10/12 in der Gemeinde Holzheim am Forst im Landkreis Regensburg (Bayern). Die Anlage ist unter der Aktennummer D-3-75-153-2 als denkmalgeschütztes Baudenkmal von Holzheim am Forst verzeichnet. Ebenso wird sie als Bodendenkmal unter der Aktennummer D-3-6837-0072 im Bayernatlas als „archäologische Befunde im Bereich des ehem. Schlosses und der mittelalterlichen Burg von Holzheim a. Forst.“ geführt.

## Geschichte
Am 1. November 1007 hat König Heinrich II. dem Hochstift Bamberg seinen Besitz im Grundherrschaftsgebiet Holzheim überlassen. Holzheim scheint damals das Zentrum eines ausgedehnten Forstgebietes zwischen Naab und Regen gewesen zu sein. In den Traditionen des Klosters St. Paul wird zwischen 1100 und 1140 ein Marquart von Holzheim genannt. Auch ein Weipold und dessen Sohn Burkheim  von Holzheim (Purchart de Holzhaim) erscheinen 1160–1170 unter den Dienstleuten des Frauenklosters. Ein Gervngus de Holtzheim wird im frühen 13. Jahrhundert erwähnt und ein Tetricus de Holzhaim  wird in einer Prüfeninger Urkunde von 1237 angeführt. Auch ein Dietrich von Holzheim wird Mitte des 14. Jahrhunderts in den Urkunden des Klosters Pettendorf genannt.
Die Burg muss bereits zu Beginn des 13. Jahrhunderts bestanden haben, wobei nicht gewiss ist, ob die Herren von Holzheim deren Erbauer sind; es wird auch vermutet, dass das Hochstift Regensburg als Oberherr von St. Paul den Burgenbau veranlasst hat. Am 29. September 1354 kauft besagter Dietrich von Holzheim von einem Dietrich dem Salbeck dessen zwei Teile am Turm und den dritten Teil am Hofe ab. Ein Fridrich der Holzheimer bestätigt 1360, dass ihm ein Haus und eine Hofstatt zu Holzheim vom Kloster St. Paul überlassen wurde. In den Klosterurbaren werden unter den zahlreichen Lehen zu Holzheim auch der Turnhoff genannt.
1541 kaufte Leonhard von Eck zu Holzheim und Wolfseck dem Jörg von Raidenbuch das Dorf Holzheim ab, dabei wird auch der weltliche Sitz zu Holzheim genannt, womit die Burg zu Holzheim gemeint ist. 1590 wird in einem Vertrag zwischen dem Pfalz-Neuburger Herzog Philipp Ludwig und dem Regensburger Bischof Philipp Wilhelm sowie dem Herzog Wilhelm von Bayern festgehalten, dass der Burgstall Holzheim an eine Person übergeben werden solle, die dem Herzog Philipp Ludwig nicht zuwider seyn wird. 1602 wird Holzheim ganz an das Herzogtum Pfalz-Neuburg abgetreten.
Weitere Besitzer des Schlosses waren die Adelsfamilien von Silbermann und von Junker-Bigatto. Georg Wolfgang von Silbermann zu Holzheim war Landschaftskanzler von Pfalzgraf Wolfgang Wilhelm von Pfalz-Neuburg. Von Reisach ergänzt: „Die von Silbermann, von Bertolzhofen, von Thurner, und Tänzl Freyherr von Trazberg besassen“ dieses.
1743 brannte die Burg durch Brandstiftung französischer Hilfstruppen ab und der Besitzer Johann Nepomuk Freiherr von Reisach  beauftragte den Wiederaufbau als Schloss. Dabey stehet ein alter Thurn, der Burgstall genannt. Die Burganlage (Mauerbering, umlaufender Graben) erscheint im 18. Jahrhundert nicht mehr, sondern ist auf den Turm reduziert.

## Gebäude
Der Turmstumpf des denkmalgeschützten Burgstalles Holzheim wurde gegen Ende des 20. Jahrhunderts von der Besitzerfamilie völlig abgetragen.

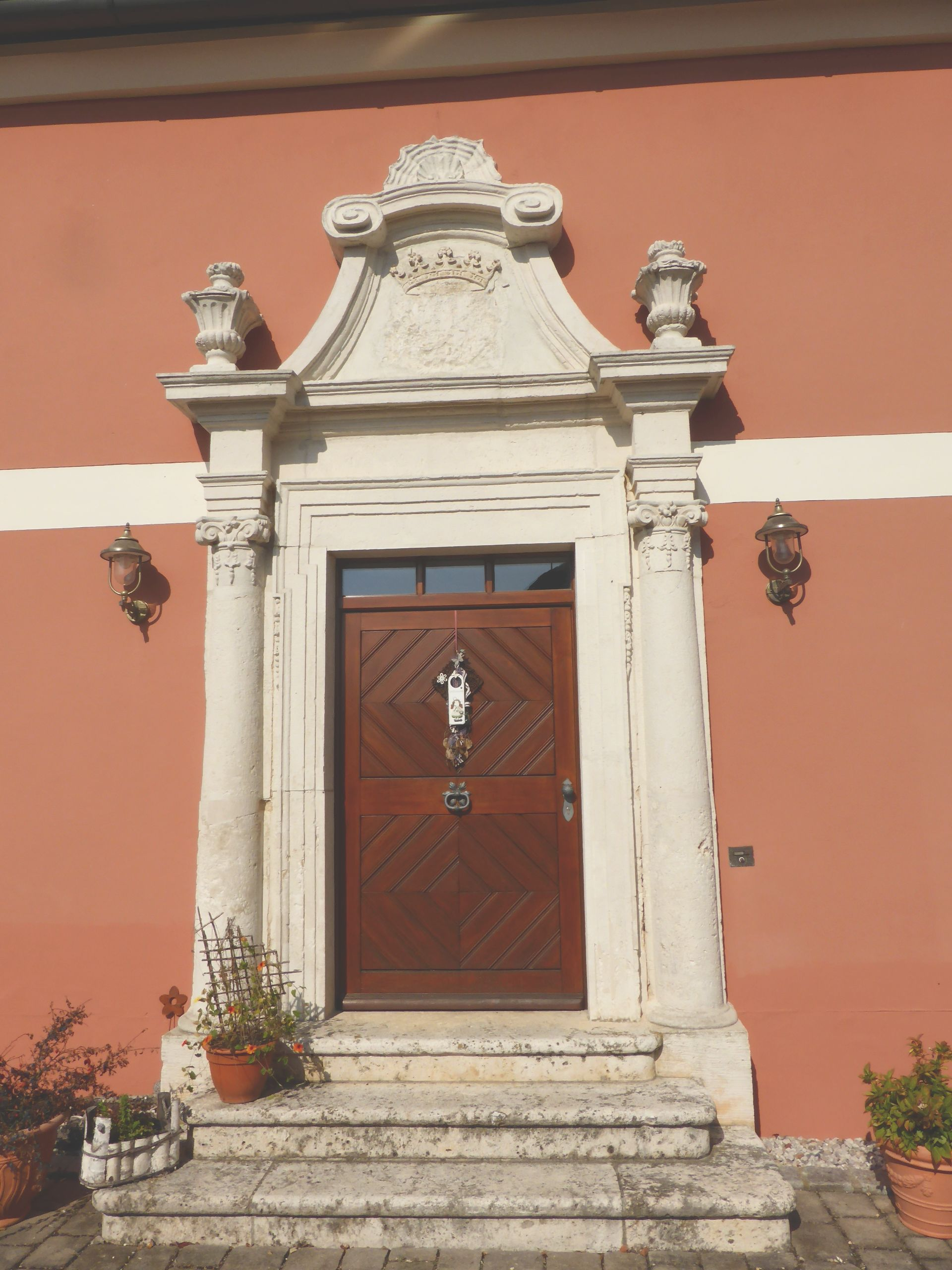
Eingangsportal des Schlosses Holzheim am Forst

Hingegen wurde das Schloss von dem gegenwärtigen Inhaber nach denkmalschützerischen Gesichtspunkten sorgfältig restauriert. Das Schloss ist ein zweigeschossiger und giebelständiger Satteldachbau mit barockem Portal aus dem 18. Jahrhundert. Die Außenwände sind durch weiß gefärbelte Lisenen und Streifen gegliedert. Die Schlossmauer aus Bruchstein und Ziegeln stammt aus dem 18. Jahrhundert und wurde ebenfalls renoviert. Dem Portal, das eine Grafenkrone zeigt, fehlt noch das entsprechende Wappen.